# Обикновен китайски славей
Обикновен китайски славей (Leiothrix lutea) е вид птица от семейство Leiothrichidae.

## Разпространение и местообитание
Разпространен е в Бутан, Виетнам, Индия, Китай, Мианмар, Непал, Пакистан и Хонконг.